# تامس مور
سر تامس مور (انگلیسی: Sir Thomas More؛ ۷ فوریهٔ ۱۴۷۸ – ۶ ژوئیهٔ ۱۵۳۵) که در کلیسای کاتولیک با نام قدّیس تامس مور تکریم می‌شود، حقوق‌دان، سیاست‌مدار، نویسنده، فیلسوف اجتماعی و انسان‌گرای برجستهٔ رنسانس انگلیسی بود که به‌عنوان یکی از مهم‌ترین چهره‌های فکری این دوره در اروپا شناخته می‌شود. او با اثر مشهور خود آرمان‌شهر جایگاهی ماندگار در اندیشهٔ سیاسی و اجتماعی یافت و نخستین بار واژهٔ اتوپیا (آرمان‌شهر) را برای نامیدن یک کشور-جزیرهٔ آرمانی که نظام سیاسی آن را در کتابش (۱۵۱۶) شرح داده بود، به کار برد. مور مشاور مهم هنری هشتم بود و از اکتبر ۱۵۲۹ تا ۱۶ مه ۱۵۳۲ سمت صدراعظم را بر عهده داشت. او از مخالفان سرسخت اصلاحات پروتستان و به‌طور ویژه منتقد مارتین لوتر و ویلیام تیندل بود. به دلیل مخالفت با جدایی انگلستان از کلیسای کاتولیک و نپذیرفتن برتری مذهبی پادشاه، به خیانت متهم و در ۶ ژوئیهٔ ۱۵۳۵ اعدام شد. پاپ پیوس یازدهم در سال ۱۹۳۵ او را قدیس اعلام کرد و کلیسای انگلستان نیز از او به‌عنوان «شهید اصلاحات» یاد می‌کند. زندگی و مرگ مور نمادی از وفاداری به وجدان و باورهای دینی در برابر فشار قدرت به‌شمار می‌آید.

## اوایل زندگی
متولد میلک استریت لندن، در ۷ فوریهٔ ۱۴۷۸، تامس مور فرزند سر جان مور، وکیلی موفق و همسرش اگنس (با نام دوشیزگی گرانجر) بود. مور به تحصیل در مدرسهٔ سنت آنتونی (یکی از بهترین مدارس آن دوران لندن) پرداخت. سپس سال‌های ۱۴۹۰ تا ۱۴۹۲ را به عنوان خدمت‌کار در خانهٔ جان مورتن اسقف اعظم کانتربوری و صدراعظم انگلستان سپری کرد. مورتن مشتاقانه پشتیبان «آموزهٔ نوین» رنسانس بود و ارزش فراوانی برای مور جوان قایل بود. از آنجایی که باور داشت مور توانایی‌های بالقوهٔ فراوانی دارد او را نامزد جایگاهی در دانشگاه آکسفورد کرد. جایی که مور در ۱۴۹۲ مطالعاتش را آغاز کرد. مور در آکسفورد آموزش کلاسیک دید. او شاگرد توماس لیناکر و ویلیام گروسین بود. پس از کسب مهارت در لاتین و یونانی مور در ۱۴۹۴ تنها پس از دو سال به اصرار پدرش برای پیگیری حرفهٔ وکالت آکسفورد را به قصد لندن ترک کرد. در ۱۴۹۶ او دانشجوی «لینکلن این» شد و تا ۱۵۰۲ در آنجا ماند تا اجازهٔ حضور در دادگاه را یافت.

## صدراعظمی
تامس مور مدارج ترقی در دستگاه قضا را بتدریج طی نمود تا در ۱۵۲۳ نماینده پارلمان شد و سپس از مشاوران مهم هنری هشتم پادشاه انگلستان گردید. مور پس از مرگ توماس وولسی از اکتبر ۱۵۲۹ تا ۱۶ ماه مه ۱۵۳۲ صدراعظم بود.
تغییر فرقه مسیحی هنری هشتم همسر هنری هشتم کاترین آراگن پس از چند سقط و بچهٔ مرده نتوانسته بود وارث پسر برای پادشاه به دنیا آورد. او دختری به دنیا آورده بود بنام ماری. اما هنری وارث مرد می‌خواست و تصمیم گرفت ازدواج خود با کاترین را باطل کند. هنری به ندیمهٔ کاترین بنام آن بولین دل بست و تصمیم گرفت با آن ازدواج کند. پاپ وقت، کلمنت هفتم، با باطل شمردن ازدواج کاترین و ازدواج مجدد هنری موافقت نکرد (شایان ذکر است که در فرقه کاتولیک باطل شمردن ازدواج وجود ندارد مگر در موارد کاملاً استثنایی و این کاملاً متفاوت است با طلاق) و هنری که چنین دید در سال ۱۵۳۴ در پارلمان انگلستان خود را رئیس کل کلیسای این کشور اعلام داشت و پاپ را از این سمت در قلمرو انگلستان خلع کرد و فرقه کشور انگلستان را از کاتولیک به انگلیکان تغییر داد. نمایندگان پارلمان بر این تصمیم صحه گذاردند و از همان زمان کلیسای انگلستان از دستگاه پاپ جدا شده و دارای سراسقف (اسقف کانتربوری) از آن خود گردیده و طلاق و ازدواج مجدد آزاد شده‌است.
تامس مور در برابر خواست شاه هنری هشتم برای جدایی از کلیسای کاتولیک به مخالفت برخاست و پذیرش شاه به عنوان رئیس عظمی کلیسای انگلستان را رد کرد، عنوانی که مجلس طی مصوبهٔ اعظمیت ۱۵۳۴ اعطا کرده بود. پس از خودداری او از سوگند خوردن که طی مصوبهٔ جانشینیِ ۱۵۳۴ الزامی شده بود به زندان افتاد. در سال ۱۵۳۵ به جرم خیانت محاکمه شد و محکوم به گواهی دروغ گشته، سرش را از تنش جدا کردند.

## پس از مرگ
روشنفکران و سیاستمداران در سراسر اروپا از اعدام مور شگفت زده شدند. اراسموس بر او چون کسی درود فرستاد که «روحش از هر برفی پالوده‌تر و نبوغش چنان، که مانندش را انگلستان هرگز ندیده و نخواهد دید». دو قرن بعد جاناتان سویفت گفت که او «شخصی از بالاترین درجات اخلاق که این سرزمین تا به حال به خود دیده‌است»، بود. دیدگاهی که ساموئل جانسون نیز بر آن بود. هیو ترور-روپر تاریخ‌دان در سال ۱۹۷۷ گفت که مور «نخستین مردی‌انگلیسی بود که ما احساس می‌کنیم می‌شناسیم، قدیس ترینِ انسان‌گرایان و انسان‌ترین قدیسان، مرد جامعِ رنسانس خنک شمالی ما» بود.

## دربارهٔ توماس مور
دزیدریوس اراسموس که از دوستان مور بود به او عنوان «مردی چهار فصل» (به لاتین: Omnium horarum homo) را داد که بعدها با نمایشنامه‌ها و نیز فیلمی با عنوان مردی برای تمام فصول (ساخته فرد زینمن) همه‌گیر شد.